# Austin Community College

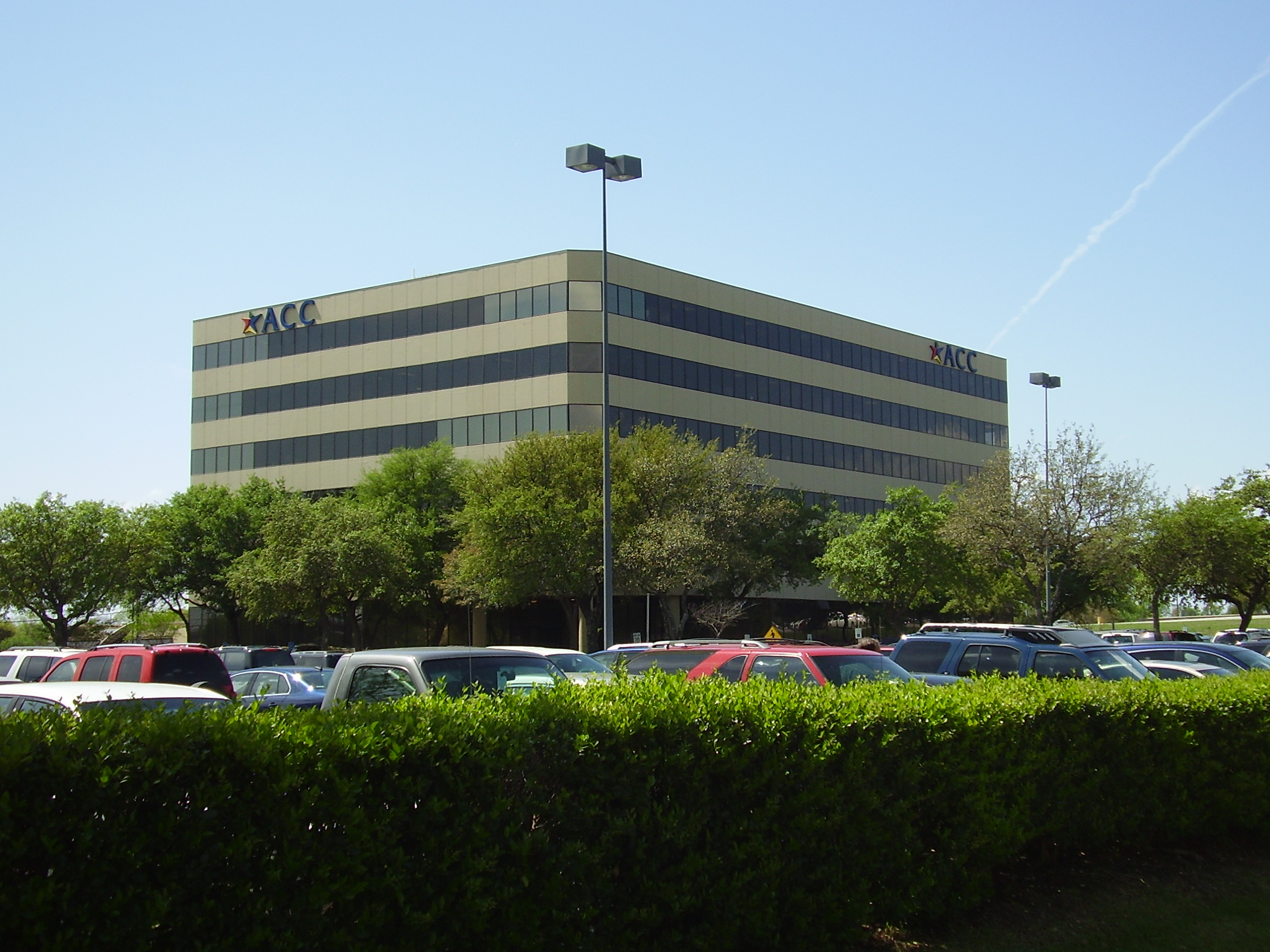
Highland Business Center, la sede del ACC.

Austin Community College (ACC) es un distrito de colegios comunitarios. ACC gestiona instalaciones en el Condado de Travis y Condado de Williamson, Texas, Estados Unidos de América. Tiene su sede en Austin. Gestiona colegios comunitarios en Austin y Cedar Park.

## Lista de escuelas
- Cypress Creek Campus
- Eastview Campus
- Northridge Campus
- Pinnacle Campus
- Rio Grande Campus
- Riverside Campus
- South Austin Campus